# Šumienkový zákusok
Il šumienkový zákusok /'ʂumɪenkɔʋiː 'zaːkusɔk/ o zákusek (/'ʃumɪɛnkoviː 'zaːkusɛk/, in italiano: dessert di polvere effervescente), il šumienkový koláč (/'ʂumɪenkɔʋiː 'kɔlaːtʂ o 'ʃumɪɛnkoviː 'kolaːtʃ/, in italiano: torta di polvere effervescente), il tvarohový koláč so želatínou (/'tʋarɔɦɔʋiː 'kɔlaːtʂ 'zo 'ʐelaciːnou/, in italiano: torta di tvaroh con gelatina), il šumienkové kocky (/'ʃumienkɔʋeː 'kɔtski/, in italiano: cubi di polvere effervescente), i šumienkové rezy /'ʂumɪenkɔʋeː 'rezi/  o řezy (/'ʃumɪenkovɛː 'r̝ɛzɪ/, in italiano: tagli di polvere effervescente) o i vitacitové řezy (/'vɪtacɪtoveː 'r̝ɛzɪ/, in italiano: tagli di Vitacit; colloquialmente šumienkáč), in Slovacchia e nella Repubblica Ceca, è un dolce estivo composto da pan di Spagna (semplice o al cacao), crema di panna montata o tvaroh e gelatina di polvere effervescente o bevanda istantanea agrumi e crema in polvere con aroma di vaniglia. A volte viene aggiunta la composta frutta.